# アイリングの式
アイリングの式（アイリングのしき、英: Eyring equation; アイリング–ポランニーの式〔Eyring–Polanyi equation〕と呼ばれることもある）は、化学反応の速度の温度による変動を記述するために反応速度論で用いられる式である。1935年にヘンリー・アイリング、メレディス・グウィン・エバンス、マイケル・ポランニーによってほぼ同時に構築された。この式は遷移状態理論（活性錯合体理論とも）から得られ、経験的なアレニウスの式と自明に等価である。どちらも気体分子運動論における統計熱力学から容易に導出される。

## 一般式
アイリング–ポランニーの式の一般式はアレニウスの式にいくらか似ている。
{\displaystyle \ k={\frac {\kappa k_{\mathrm {B} }T}{h}}\exp \left(-{\frac {\Delta G^{\ddagger }}{RT}}\right)}
上式において、ΔG‡はギブズ自由エネルギー、κは透過率、kBはボルツマン定数、hはプランク定数である。透過率は、どのくらいの遷移状態分子が生成物へと進行するかを反映しているため、1と等しいとしばしば仮定される。1と等しい透過率は全ての遷移状態分子が生成物の形成へ進むことを意味する。
式は以下のように書き直すことができる。
{\displaystyle k={\frac {k_{\mathrm {B} }T}{h}}\exp \left({\frac {\Delta S^{\ddagger }}{R}}\right)\exp \left(-{\frac {\Delta H^{\ddagger }}{RT}}\right)}
アイリング–ポランニーの式を一次式として書くと以下のようになる。
{\displaystyle \ln {\frac {k}{T}}=-{\frac {\Delta H^{\ddagger }}{R}}{\frac {1}{T}}+\ln {\frac {k_{\mathrm {B} }}{h}}+{\frac {\Delta S^{\ddagger }}{R}}}
- {\displaystyle \ k} = 反応速度定数
- {\displaystyle \ T} = 絶対温度
- {\displaystyle \ \Delta H^{\ddagger }} = 活性化エンタルピー
- {\displaystyle \ R} = 気体定数
- {\displaystyle \ k_{\mathrm {B} }} = ボルツマン定数
- {\displaystyle \ h} = プランク定数
- {\displaystyle \ \Delta S^{\ddagger }} = 活性化エントロピー（英語版）

ある化学反応が異なる温度で行なわれ、反応速度が決定される。{\displaystyle \ \ln(k/T)} versus {\displaystyle \ 1/T}のプロットは傾き{\displaystyle \ -\Delta H^{\ddagger }/R}（これから活性化のエンタルピーが導かれる）、切片{\displaystyle \ \ln(k_{\mathrm {B} }/h)+\Delta S^{\ddagger }/R}（活性化のエントロピーが導かれる）の直線を与える。

## 精度
遷移状態理論は、上記のアイリングの式における追加前因子としてある透過係数の値（{\displaystyle \ \kappa }と呼ばれる）を必要とする。この値は通常、値が1であるとされ（すなわち、遷移状態{\displaystyle \ AB^{\ddagger }}は常に生成物{\displaystyle \ AB}へと進み、反応物{\displaystyle \ A}および{\displaystyle \ B}に戻ることはない）、この慣習に従ってきた。その代案としては、{\displaystyle \ \kappa }の値を指定することを避けるため、速度定数の比は、式における{\displaystyle \ \kappa }項を消去するため固定された基準温度（すなわち{\displaystyle \ k(T)/k(T_{Ref})}）における速度定数の値と比較することができる。